# Coulthard and Hall Memorial

Das Coulthard and Hall Memorial bei Runanga – Denkmal & Tafeln

Das Coulthard and Hall Memorial ist ein Denkmal bei Runanga (im Grey District/Region West Coast) im Norden der Südinsel Neuseeland.

## Ort
Das Coulthard and Hall Memorial befindet sich ca. 500 m südlich des Ortes Runanga auf einem kleinen Hügel östlich des New Zealand State Highway 6. Eine Treppe führt auf eine Plattform auf der Spitze des Hügels.

## Denkmal
Das Denkmal ist ca. 4 m hoch und besteht aus einer runden (dunklen, marmornen) Säule auf einem viereckigen (dunklen, marmornen) Sockel (auf einem weißen Steinsockel) – auf der Säule selbst steht eine Ziervase.
Auf dem Postament wird in einer Inschrift an William Hall und John Coulthard erinnert, die am 9. November 1917 dort ein tragisches Ende gefunden haben (und denen die Bewohner des Districts das Denkmal errichtet haben).

## Geschichte
Auf dem weißen Steinsockel selbst ist eine weitere (neuere) Tafel angebracht, auf der (vor dem Hintergrund eines historischen Automobils) die Umstände näher erläutert werden: An der Stelle fand ein Raubüberfall auf ein Automobil mit zwei Getöteten statt, geraubt wurden 3659 Pfund, die für Gehaltszahlungen an Minenarbeiter bestimmt waren. Der Täter Frederick William Eggers wurde gefasst, in Greymouth verurteilt und am 5. März 1918 (als letzter Mensch auf der Südinsel Neuseelands) im Gefängnis von Lyttelton gehängt.